# Авіаційна вулиця (Харків)
Авіаційна вулиця — вулиця у Харкові, у Шевченківському районі, в історичній місцевості Шатилівка. Йде паралельно проспекту Науки, від Кримської вулиці до вулиці Дмитра Антоненка.

## Розташування
Вулиця йде паралельно проспекту Науки, східніше від нього, перетинаючи Шатилівку з півдня на північ. Починається поворотом з Кримської вулиці. Перетинає Фанінський провулок, вулиці Євгенія Єніна, Ляпунова, Європейську. Закінчується Т-подібним перехрестям з вулицею Дмитра Антоненка.
Вулиця асфальтована, рух двосторонній. Більшість забудови вулиці — приватні житлові будинки. Також на вулицю виходять кілька багатоповерхових будинків — на початку вулиці, а також в районі перехрестя з вулицею Ляпунова, де вже довго триває будівництво двох багатоповерхівок, через яке вулиця перекрита для проїзду й проходу між вулицями Ляпунова та Європейською.

## Історія
Вулиця виникла в першому десятилітті XX століття. Спочатку називалась Олександрівською. У списку 1927 вулиця вже згадана як Авіаційна, а в списку 1929 року є згадка про це перейменування. Назва пов'язана з тим, що в сусідньому Фанінському провулку знаходився Будинок авіаторів.